# Georgios Kostikos
Georgios Kostikos (26 de abril de 1958) é um ex-futebolista profissional grego que atuava como atacante.

## Carreira
Georgios Kostikos defendeu a Seleção Grega de Futebol, na histórica presença na Euro 1980.

## Ligações Externas
- Perfil em Fifa.com (em inglês)